# 光州拆遷樓倒塌事故
光州拆遷樓倒塌事故（韩语：／）發生於2021年6月9日16時22分大韓民國光州廣域市東區鶴洞，一棟5層拆遷樓倒塌，壓着並活埋路旁巴士，公車內共17人，9人死亡8人重傷。拆遷施工公司現代產業開發表示倒塌之前樓內工人已緊急撤離，故沒有工人傷亡。韓國媒體獲得的倒塌影片顯示該公車正要離開巴士站一剎那被壓。
總統文在寅已指令有關部門展開調查。

## 類似事故
- 1995年首爾三豐百貨店倒塌事故，502死
- 2013年孟加拉國薩瓦區大樓倒塌事故
- 2021年美国佛罗里达公寓大楼倒塌事故

## 引用來源
1. ↑  . 韓聯社. 2021-06-10  [2021-06-10]. （原始内容存档于2021-06-13）.
2. ↑  . 鏡傳媒.   [2021-06-10]. （原始内容存档于2021-06-21）.
3. ↑  . 中央社. 2021-06-09  [2021-06-10]. （原始内容存档于2021-06-19）.
4. ↑  이치동. . Yonhap News Agency. 2021-06-10  [2021-06-11]. （原始内容存档于2021-06-11）.